# Sammy's avonturen: De geheime doorgang
Sammy's avonturen: De geheime doorgang (bra: As Aventuras de Sammy) é um filme da Bélgica de 2010, do gênero animação, dirigido por Ben Stassen.

## Sinopse
O filme conta a história de uma tartaruga marinha, desde o seu nascimento em 1959 até a sua maturidade em 2009. Em uma épica jornada, ele viaja pelos oceanos do mundo inteiro e testemunha as consequências do aquecimento global, assim como as principais alterações que a presença do homem está causando em nosso planeta.